# Charray
Charray település Franciaországban, Eure-et-Loir megyében. Lakosainak száma 104 fő (2018. január 1.). Charray Brévainville, Ouzouer-le-Doyen és Verdes községekkel határos.

## Népesség
A település népességének változása:
| Lakosok száma | 170  | 155  | 148  | 127  | 122  | 107  | 110  | 108  | 104  | 104  |
|               | 1968 | 1975 | 1982 | 1990 | 1999 | 2011 | 2013 | 2015 | 2017 | 2018 |